# Матвеевская (Сибирский сельсовет)
Матвеевская — деревня в Верховажском районе Вологодской области.
Входит в состав Сибирского сельского поселения, с точки зрения административно-территориального деления — в Сибирский сельсовет.
Расстояние по автодороге до районного центра Верховажья — 44,5 км, до центра муниципального образования Елисеевской — 13,5 км.
По данным переписи в 2002 году постоянного населения не было.